# Spilosoma flavidior
Spilosoma flavidior là một loài bướm đêm thuộc phân họ Arctiinae, họ Erebidae.